# Harald Weyel

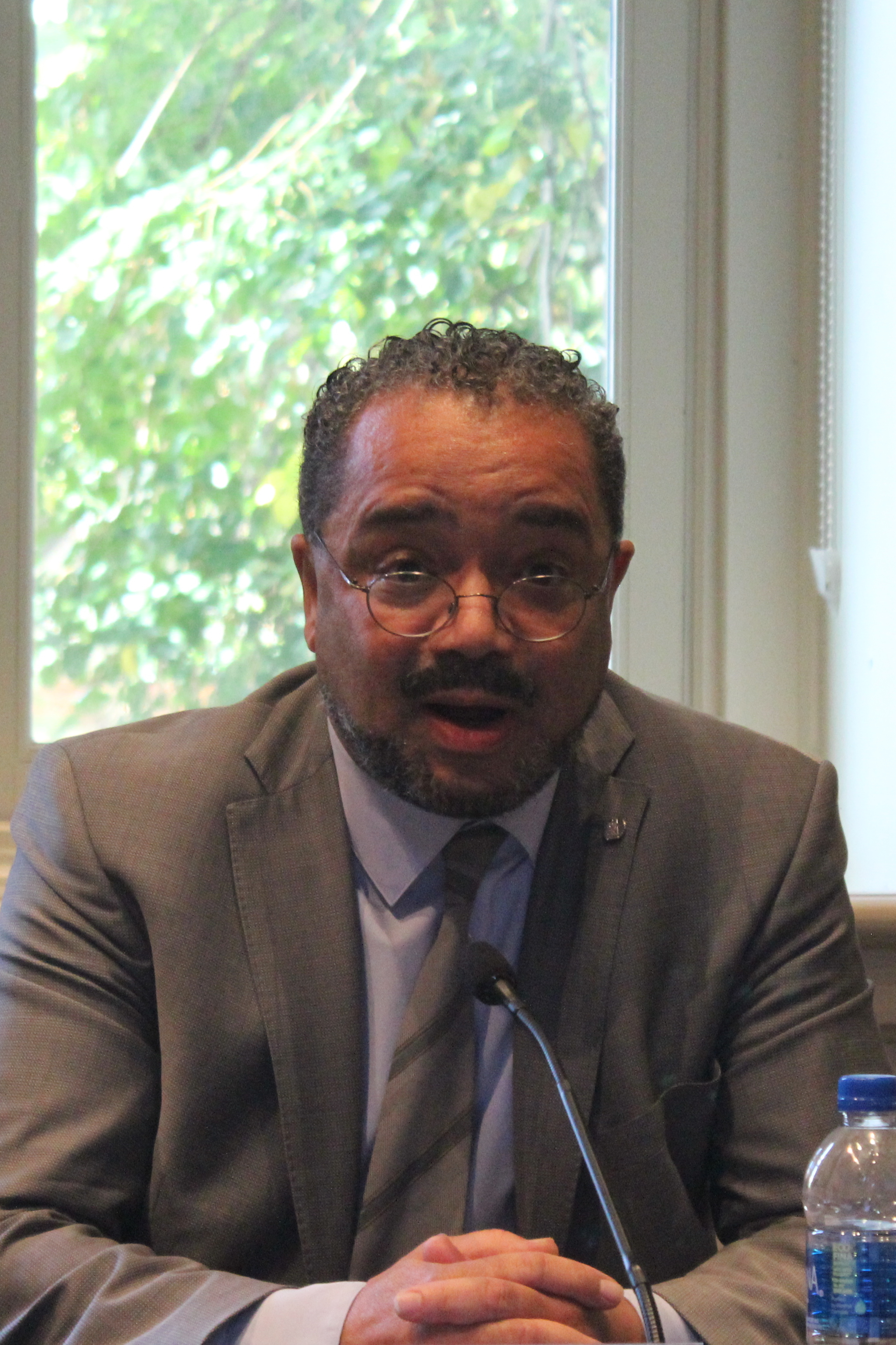
Harald Weyel, 2022

Harald Weyel (* 30. August 1959 in Herborn) ist ein deutscher Ökonom und Politiker (AfD, zuvor Freie Wähler). Er ist seit der Bundestagswahl 2017 Mitglied des Deutschen Bundestages. Seit Juni 2022 gehört er als stellvertretender Bundesschatzmeister dem Bundesvorstand der AfD an.

## Leben und beruflicher Werdegang
Weyel ist Sohn eines afroamerikanischen GIs und einer Köchin aus dem Westerwald. Ein Jahr nach seiner Geburt verließ der Vater die Familie und kehrte nach Raleigh in North Carolina zurück.
Weyel wuchs in Herborn auf, begann eine Mechanikerlehre und legte dann das Abitur in Marburg an der Lahn ab. Er studierte in West-Berlin, Marburg und Oldenburg Geographie, Romanistik, Wirtschafts- und Sozialwissenschaften. 1987 schloss er sein Studium als Diplom-Ökonom ab und arbeitete dann im Öffentlichen Dienst. 1993 wurde er mit einer Dissertation über die Dekolonisierung Belizes an der Universität Oldenburg zum Dr. rer. pol. promoviert und vertrat von 1997 bis 2000 eine Professur für „Allgemeine Betriebswirtschaftslehre, Außenwirtschaft und englische Fachsprache“ an der FH Köln. Dort erhielt er anschließend eine Professur für Betriebswirtschaft.
Weyel wurde vorgeworfen, in Lehrveranstaltungen EU-feindliche Positionen vertreten, die Bedeutung des Holocausts relativiert und politisch einseitige Lösungsvorschläge zur Bewältigung der Eurokrise dargestellt zu haben; die Hochschule kam zu dem Ergebnis, Aussagen und zur Aufklärung herangezogene Materialien hätten „teilweise Auffälligkeiten“ bestätigt, aber kein Dienstvergehen. Weyel gab an, er sehe sich bestärkt, „junge Menschen durch das Aufzeigen von alternativen Sichtweisen zum selbstständigen Denken zu erziehen“.
Harald Weyel ist geschieden und hat ein Kind.

## Politik und Mitgliedschaften
Vor der Europawahl 2009 trat er in die Partei „Freie Wähler“ ein, deren Landesvorstand in Nordrhein-Westfalen er von 2011 bis 2012 angehörte und für die er bei der NRW-Landtagswahl 2012 kandidierte. 2013 trat er zur AfD über.
Weyel zog bei der Bundestagswahl 2017 über die AfD-Landesliste NRW (Listenplatz Nr. 3) in den 19. Deutschen Bundestag ein. Als seine Politikfelder nannte er beim WDR für die kommende Legislaturperiode die „Außenwirtschaftspolitik, inklusive EU und Entwicklungshilfe“. Weyel ist Obmann und Ordentliches Mitglied im Ausschuss für die Angelegenheiten der Europäischen Union sowie Stellvertretendes Mitglied im Ausschuss für wirtschaftliche Zusammenarbeit und Entwicklung des 19. Deutschen Bundestages. Er ist Stellvertretender Vorsitzender der Parlamentariergruppe USA im Deutschen Bundestag. Seit 2019 ist Harald Weyel Mitglied der Deutsch-Französischen Parlamentarischen Versammlung.
Nach seiner Wahl in den Deutschen Bundestag 2017 schrieb die Wochenzeitung Die Zeit: „Innerhalb der AfD ist Harald Weyel bislang kaum aufgefallen. Umso drastischer inszeniert er sich bei Facebook.“ Er teile sexistische Beiträge, in denen Frauen ein genetisch bedingter Mangel an Intelligenz unterstellt wird. Die Betonbarrieren, mit denen Veranstaltungen vor Terroranschlägen geschützt werden sollen, nannte Weyel ein „Mahnmal für noch nicht getötete Deutsche und ihre Freunde“.
Weyel wurde im Januar 2018 und erneut im November 2018 die Immunität entzogen, um die Durchführung eines Disziplinarverfahrens zu ermöglichen, das im Juni 2020 eingestellt wurde.
Weyels Mitarbeiter Erik Lehnert ist Geschäftsführer des Instituts für Staatspolitik, einer Denkfabrik der Neuen Rechten, und Kuratoriumsmitglied der neurechten Titurel-Stiftung, deren Geldgeber ein Haus für die Identitären in Halle erworben hat.
Harald Weyel ist Mitglied im Kuratorium der Desiderius-Erasmus-Stiftung.
Von der AfD-Fraktion im Deutschen Bundestag wurde er am 13. November 2020 für die Wahl zum Bundestagsvizepräsidenten vorgeschlagen. Jedoch erreichte er im ersten Wahlgang am 26. November 2020 mit 104 nicht die erforderliche Anzahl an Stimmen der Abgeordneten.
Im Juni 2022 gründete Weyel gemeinsam mit aktiven und ehemaligen AfD-Bundestagsabgeordneten in Chemnitz die „Vereinigung zur Abwehr der Diskriminierung und der Ausgrenzung Russlanddeutscher sowie russischsprachiger Mitbürger in Deutschland“ (Vadar e.V.). Zu den Gründungsmitgliedern von Vadar gehören laut Vereinsregister der Berliner AfD-Abgeordnete Gunnar Lindemann, der AfD-Bundestagsabgeordnete Eugen Schmidt, der ehemalige Bundestagsabgeordnete Ulrich Oehme sowie Wladimir Sergijenko und Olga Petersen. Der Verein finanzierte laut eigenen Angaben die rechtliche Vertretung der pro-russischen Influencerin Alina Lipp und wendet sich gegen das deutsche Verbot des Z-Symbols. Der Verein leugnet auf Telegram die von russischer Seite begangenen Kriegsverbrechen im Russisch-Ukrainischen Krieg.
Auf dem 13. Bundesparteitag der AfD im Juni 2022 wurde Weyel in der Rolle als stellvertretender Bundesschatzmeister in den Bundesvorstand der Partei gewählt.
Im September 2022 erregte eine Äußerung Weyels Aufsehen, die er im Glauben getan hatte, sein Mikrofon wäre bereits ausgeschaltet. Bei einer Diskussionsrunde zur drohenden Gaskrise im Winter 2022/23 hatte Weyel auf die Meinung, die Lage werde dramatisch werden, erwidert: „Man muss sagen hoffentlich. Wenn’s nicht dramatisch genug wird, geht’s so weiter wie immer.“ Dies wurde von dem CDU-Abgeordneten Johannes Steiniger auf Twitter als Beleg für den mangelnden Patriotismus der AfD gewertet. Weyel dagegen wollte diese Äußerung lediglich als Ausdruck seiner „Befürchtung“ verstanden wissen.

## Schriften (Auswahl)
- Weltmarkt und Dekolonisierung, das Beispiel Belize. Eine Analyse der Möglichkeiten nationaler und regionaler ökonomischer Emanzipation auf dissoziativen und integrativen Wegen im postsozialistischen Zeitalter, 1993 (= Oldenburg, Univ., Diss., 1993).
- Internationale Betriebswirtschaftslehre und kulturelle Evolution. Internationalität, Wirtschaft und Kultur im 21. Jahrhundert, Lohmar/Köln: Josef Eul Verlag 2003.
- Gemeinsam mit Helmut Bujard, Lothar Cerny und Walter Gutzeit: Wirtschaft und Kultur, Berlin/Boston: de Gruyter 2011.
- Die Verdammten Europas. Bemerkungen zur deutschen Lage, Lüdinghausen/Neuruppin: Manuscriptum 2021.